# Шидозеро (деревня)
Шидозеро — деревня в Холмогорском районе Архангельской области.

## География
Находится в центральной части Архангельской области на расстоянии приблизительно 6 км на юг-юго-восток по прямой от села Емецк на левобережье реки Северная Двина.

## История
В 1859 году здесь (тогда деревня Шидозерская Холмогорского уезда Архангельской губернии) было учтено 12 дворов. В 1905 году упоминалась как состоящая из трех деревень: Шидозерская, Поздеевская, Михеевская. До 2015 года входила в Зачачьевское сельское поселение, с 2015 по 2022 в Емецкое сельское поселение до его упразднения.

## Население
Численность населения: 106 человек (1859 год), 10 (русские 100 %) в 2002 году, 11 в 2019.